# Cozuelos de Fuentidueña
Cozuelos de Fuentidueña é um município da Espanha na província de Segóvia, comunidade autónoma de Castela e Leão, de área 15,92 km² com população de 159 habitantes (2007) e densidade populacional de 10,55 hab/km².

## Demografia
| Variação demográfica do município entre 1991 e 2004 | Variação demográfica do município entre 1991 e 2004 | Variação demográfica do município entre 1991 e 2004 | Variação demográfica do município entre 1991 e 2004 |
| --------------------------------------------------- | --------------------------------------------------- | --------------------------------------------------- | --------------------------------------------------- |
| 1991                                                | 1996                                                | 2001                                                | 2004                                                |
| 249                                                 | 217                                                 | 188                                                 | 168                                                 |